# Karel Kámen
Karel Kámen (1904 – 19. března 1971 Praha) byl český analytický chemik, profesor na VŠCHT v Praze. Spolu s kolegou Františkem Čůtou jsou autory univerzálního acidobazického indikátoru, resp. barevnou škálu indikátorů na měření pH, které objevili v roce 1935.